# Le Père de Christine-Alberte
Le Père de Christine-Alberte (anglais : Christina Alberta's Father) est un roman de l'écrivain britannique H. G. Wells paru dans sa langue d'origine en 1925. 
Son histoire s'inscrit surtout après la première Guerre mondiale. Il met en scène un couple qui tient une blanchisserie. Elle, femme d'autorité, mène l'affaire et en ménage va jusqu'à imposer à son mari des culottes bouffantes. Mais en 1920 elle meurt avec des propos qui sèment le doute dans l'esprit de sa fille qui a 20 ans. Cette mort rapproche fille et père qui vendent la blanchisserie et courent la liberté chacun à la poursuite de son être secret.
Cependant une séance de spiritisme convainc le père qu'il est la réincarnation de Sargon Ier roi de Sumer, maître du monde. Comme il veut rétablir dans cette Angleterre désorientée l'ordre et la justice sociale, il est arrêté par la police et interné dans un asile d'aliénés, ce qui offre à l'auteur l'occasion d'une critique du régime alors en vigueur dans ce type d'établissement, « chacun de nous étant un Sargon qui se cherche dans un monde en mutation où les grands principes volent en éclats, cependant que tendresse et amour couvent toujours l'œuf de la création ».[réf. nécessaire], fut-elle littéraire comme ici. 
La dimension psychologique et philosophique de ce récit a attiré l'attention  du psychanalyste C.G. Jung.